# Andrea Fedi
Andrea Fedi (Prato, Toscana, 29 de mayo de 1991) es un exciclista italiano profesional de 2013 a 2017.
En septiembre de 2017 anunció su retirada a los 26 años de edad debido a problemas físicos.

## Palmarés
2013
- 1 etapa del Tour de Eslovaquia

2016
- Trofeo Laigueglia

## Resultados en Grandes Vueltas
Durante su carrera deportiva consiguió los siguientes puestos en las Grandes Vueltas:
| Carrera | Carrera         | 2013 | 2014  | 2015 | 2016 | 2017 |
| ------- | --------------- | ---- | ----- | ---- | ---- | ---- |
|         | Giro de Italia  | —    | 148.º | —    | —    | —    |
|         | Tour de Francia | —    | —     | —    | —    | —    |
|         | Vuelta a España | —    | —     | —    | —    | —    |

—: no participa

Ab.: abandono